# تپه قلعه شیویار
تپه قلعه شیویار مربوط به عصر مفرغ - دوره اشکانیان - دوره ساسانیان - سده‌های اولیه دوران‌های تاریخی پس از اسلام است و در شهرستان میانه، بخش کندوان، دهستان تیرچای، ۳۰۰ متری جنوب روستای شیویار واقع شده و این اثر در تاریخ ۲۷ اسفند ۱۳۸۶ با شمارهٔ ثبت ۲۲۵۸۷ به‌عنوان یکی از آثار ملی ایران به ثبت رسیده است.